# 6.º Ejército Panzer
El 6.º Ejército SS Panzer (en alemán: 6. SS-Panzerarmee) fue un ejército blindado alemán. Participó en la Segunda Guerra Mundial dentro de la Wehrmacht.

## Historial
Fue creado el 24 de septiembre de 1944 bajo el nombre de 6.º Ejército Panzer. Su primer y único comandante fue el SS Oberstgruppenführer Sepp Dietrich.

### Batalla de las Ardenas
A mediados de diciembre de 1944, los 5.º Ejército Panzer y 6.º Ejército Panzer SS fueron seleccionados por Hitler para emprender la operación Wacht am Rhein, cuyo objetivo era la captura del estratégico puerto de Amberes, que estaba en manos aliadas. El 6.º Ejército Panzer SS era el brazo norte de la ofensiva, que atacaría delante de Bonn el flanco norte del 1.º Ejército estadounidense, que cubría un frente muy extenso desde Aquisgrán hasta la frontera entre Luxemburgo y Francia. El 6.º Ejército Panzer SS tenía la responsabilidad de tomar Amberes, y de aislar, en caso de tener éxito, a tres ejércitos aliados en Bélgica, como había ocurrido en 1940 durante la Batalla de Francia. Para cumplir sus objetivos contaba con la 1.ª División SS Leibstandarte SS Adolf Hitler y la 12.ª SS División Panzer Hitlerjugend, ambas divisiones SS de élite, así como otras dos divisiones SS. A pesar de que las tropas estadounidenses fueron sorprendidas, el avance de la principal fuerza blindada del 6.º Ejército Panzer, la 1.ª División SS, fue detenida cerca de Stoumont y corrió el riesgo de ser rodeada. La superioridad aérea y la férrea defensa aliada en los cruces de caminos fue esencial para desarticular el avance de los tanques de Dietrich.
El 16 de enero de 1945, Hitler decidió retirar al 6.º Ejército Panzer del Frente Occidental y enviarlo a Hungría, para detener el avance del Ejército Rojo hacia Alemania desde el sur. Esta decisión ha sido criticada ya que en ese momento el Ejército Rojo estaba iniciando la ofensiva desde Polonia y las fuerzas alemanas en el frente oriental no contaban con los tanques necesarios para contenerla.

### Ofensiva del Lago Balatón

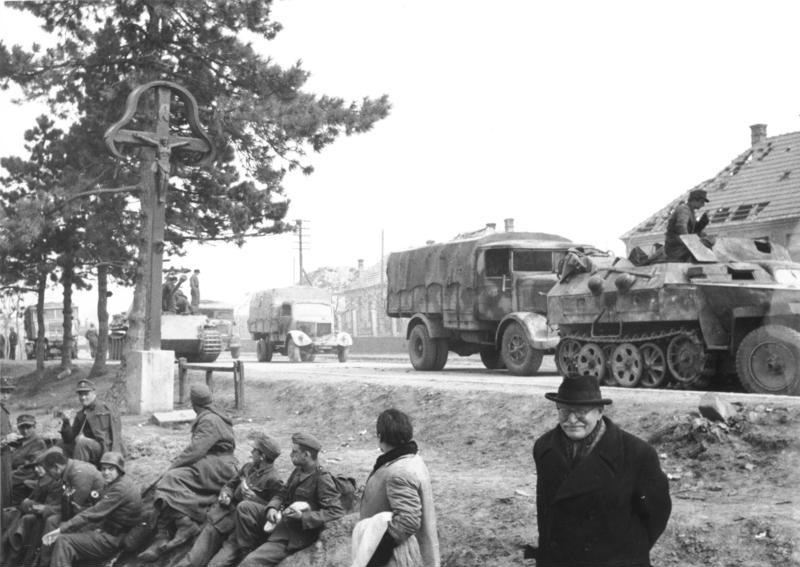
Tropas alemanas en las cercanías del Lago Balatón, en marzo de 1945.

La ofensiva alemana del 6.º Ejército Panzer en el lago Balatón afectaba directamente al Tercer Frente Ucraniano del General Fiódor Tolbujin, que estaba preparando la ofensiva sobre Viena. La inteligencia militar de la Stavka descubrió los planes alemanes, pero se le ordenó a Tolbujin que resistiera la ofensiva alemana sin comprometer a las unidades destinadas para la toma de Viena. Por su parte, el General Dietrich también tenía problemas ya que se le ordenó que después de dividir las fuerzas de Tolbujin en Balatón y destruirlas, mediante un movimiento de pinza, debía dirigirse al norte para atacar el flanco sur del Segundo Frente Ucraniano del General Rodion Malinovsky, que estaba asaltando Budapest. Toda esta operación ignoraba por completo la superioridad numérica del adversario. El 6.º Ejército Panzer estaba reforzado por los restos del 6.º Ejército, y contaba con diez divisiones blindadas y cinco divisiones de infantería. Con grandes cantidades de los nuevos tanques Tiger II, el 6.º Ejército Panzer constituía en aquel momento el grueso de las reservas blindadas alemanas, organizadas en los cuerpos III Panzer, II SS Panzer y I de Caballería.
La ofensiva alemana al norte del lago Balatón, llamada operación «Despertar de Primavera», fue lanzada el 6 de marzo, pero a pesar de formar un saliente entre los ejércitos 26.º y 27.º, fue un fracaso desde el principio. Los tanques de Dietrich enfrentaron unas poderosas líneas defensivas, preparadas con anticipación, y las lluvias ocasionaron que los tanques quedaran atrapados en el fango. El 15 de marzo, después de haber recurrido a las reservas en vano, el 6.º Ejército Panzer recibió las órdenes de pasar a la defensiva, pero para aquel momento ya se habían perdido más de la mitad de los tanques. Afortunadamente para los alemanes, el terreno lodoso también evitó que el esperado contraataque soviético avanzara rápidamente, y el 6.º Ejército Panzer pudo retirarse de Balatón sin ser rodeado.
El 2 de abril de 1945, faltando un mes para terminar la Segunda Guerra Mundial en Europa, fue transferido del Ejército a las Waffen-SS, cambiando su nombre a 6.º Ejército SS Panzer.

## Composición
| Fecha                   | Asistente de Cuerpo de Ejército / Divisionen Divisiones                                                               |
| 16 de diciembre de 1944 | II Cuerpo SS Panzer, LXVI Cuerpo del Ejército, I Cuerpo SS Panzer                                                     |
| 5 de marzo de 1945      | II Cuerpo SS, I Cuerpo de Caballería, II Cuerpo del Ejército húngaro, XXXXIII Cuerpo del Ejército, I Cuerpo SS Panzer |
| 9 de mayo de 1945       | I SS Cuerpo Panzer, II Cuerpo SS Panzer, Cuerpo Brünau                                                                |

## Teatros de Operaciones

### 1944
| Fecha             | Grupo de Ejércitos | Frente     |
| Octubre de 1944   | BDE                |            |
| Diciembre de 1944 | OB West            | Occidental |
| Enero de 1945     | B                  | Occidental |

### 1945
| Fecha           | Grupo de Ejércitos | Frente  |
| Febrero de 1945 | BDE                |         |
| Marzo de 1945   | Sur                | Hungría |
| Abril de 1945   | Sur                | Oriente |
| Mayo de 1945    | Ostmark            | Austria |